# 杭瀬南新町
杭瀬南新町（くいせみなみしんまち）は、兵庫県尼崎市にある町丁。1丁目から4丁目まである。郵便番号は660-0822。座標: 北緯34度43分03.226秒 東経135度25分55.779秒 / 北緯34.71756278度 東経135.43216083度

## 地理
東は梶ケ島、西は東大物町、南は大阪府大阪市西淀川区佃、北は杭瀬本町と隣接している。

## 交通

### 鉄道
鉄道は走っていない。

### バス
| 路線番号   | 業者     | 起点     | 町内の停留所                                                     | 終点         |
| ---------- | -------- | -------- | ---------------------------------------------------------------- | ------------ |
| 51         | 阪神バス | JR尼崎南 | (東大物町)-小田南公園-杭瀬南新町4丁目-杭瀬南新町2丁目-(杭瀬本町) | 阪神杭瀬     |
| 杭瀬宝塚線 | 阪神バス | 宝塚     | (昭和通)-稲川橋-東長洲-(杭瀬本町)                                | 阪神杭瀬駅北 |

## 校区
出典:
| 丁目 | 区域 | 小学校     | 中学校     |
| ---- | ---- | ---------- | ---------- |
| 1    | 全域 | 浦風小学校 | 小田中学校 |
| 2    | 全域 | 浦風小学校 | 小田中学校 |
| 3    | 全域 | 浦風小学校 | 小田中学校 |
| 4    | 全域 | 浦風小学校 | 小田中学校 |

## 施設

### 1丁目
- レンゴー㈱ 尼崎工場
- 梶ヶ島南公園
- ゆ～もあらんど福栄
- 梶ヶ島墓園

### 2丁目
- （株）宏陽工業 尼崎営業所
- 西光寺

### 3丁目
- ナッシュ株式会社 大物工場
- メック株式会社 本社・尼崎事業所
- 鴻池運輸（株）尼崎西営業所
- 大同商運（株）尼崎営業所
- 大益金属（株）
- 西栄寺（宗教法人）
- 小田南公園
- 日鉄鋼板SGLスタジアム尼崎
- 小田南公園 軟式野球場

### 4丁目
- 業務スーパー尼崎杭瀬店
- マクドナルド ２号線尼崎店
- 尼崎市立児童ホーム浦風児童ホーム
- 尼崎市立浦風小学校
- 残念さんの墓 (長州藩兵山本文之助の墓)
- 阪神ペット葬祭ハナミズキ